# Мува (лист)
Мува је рукописни шаљиви лист ђака Српске велике гимназије у Новом Саду који је излазио 1861/1862. године.

## Историјат
Јован Скерлић у својој књизи "Омладина и њена књижевност (1848-1871)" наводи да примерци овог листа нису сачувани.

### Тематика
- Досетке
- Шале
- Анегдоте
- Забавни чланци

### Изглед листа
Мува је био рукописни лист.

### Место и година издавања
Нови Сад, 1861/1862.